# Saint-Maurice-près-Crocq
Saint-Maurice-près-Crocq ist eine Gemeinde im Zentralmassiv in Frankreich. Sie gehört zur Region Nouvelle-Aquitaine, zum Département Creuse, zum Arrondissement Aubusson und zum Kanton Auzances. Sie grenzt im Norden und im Nordosten an Saint-Pardoux-d’Arnet, im Südosten an Crocq, im Süden an Saint-Agnant-près-Crocq, im Südwesten an Saint-Georges-Nigremont und im Westen an Pontcharraud.

## Bevölkerungsentwicklung

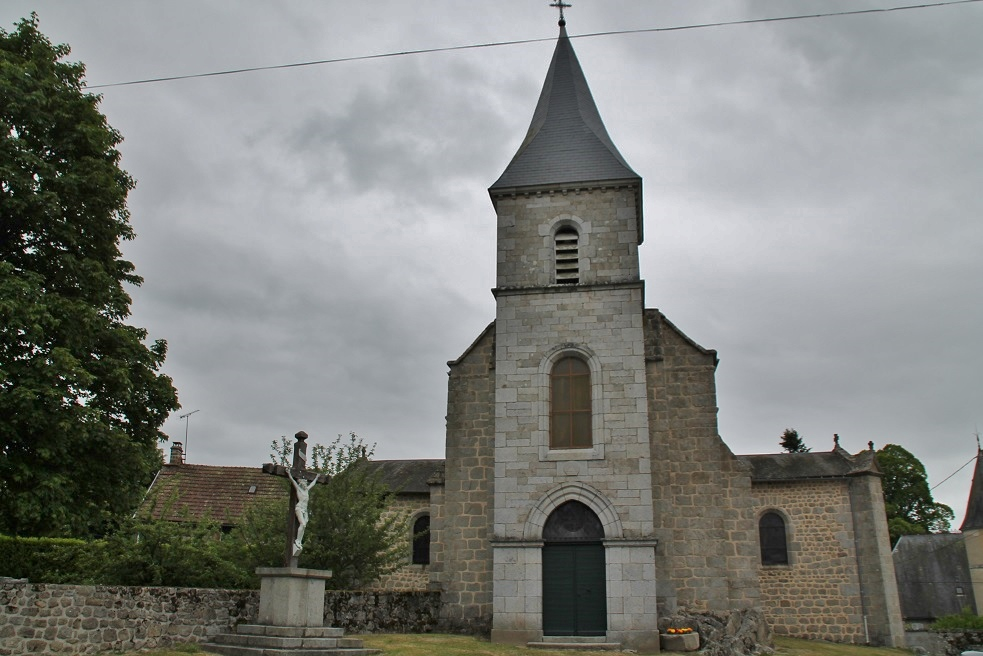
Kirche Saint-Maurice

| Jahr      | 1962 | 1968 | 1975 | 1982 | 1990 | 1999 | 2008 | 2012 |
| --------- | ---- | ---- | ---- | ---- | ---- | ---- | ---- | ---- |
| Einwohner | 238  | 225  | 210  | 158  | 130  | 115  | 119  | 109  |